# 戴維·丁金斯
戴維·諾曼·丁金斯（英語：David Norman Dinkins，1927年7月10日—2020年11月23日），美國紐約華僑僑界亦稱之丁勤時，為第106任紐約市市長（1990年1月1日－1993年12月31日），黨籍為民主黨。他是第一位非裔美國人出身的紐約市長。

## 生平
戴維·丁金斯擔任美國海軍陸戰隊，畢業於霍華德大學，從布魯克林法學院獲得法學學位。他曾擔任曼哈頓區長。
戴維·丁金斯1989年時，黨內初選擊敗現任紐約市長艾德·柯屈，獲得候選人的資格，又擊敗共和黨和自由黨背書的的魯迪·朱利安尼，當選市長。
1993年，丁金斯競選連任紐約市長，但被由自由黨和共和黨背書的朱利安尼擊敗。
卸任後，戴維·丁金斯曾擔任哥倫比亞大學公共事務教授。